# جان پورتر (موسیقی‌دان)
جان پورتر (انگلیسی: John Porter؛ زادهٔ ۱۵ اوت ۱۹۵۰) موسیقی‌دان، ترانه‌پرداز و تهیه‌کننده اهل ولز است که از اواسط دههٔ ۱۹۷۰ در لهستان زندگی می‌کند.
از فیلم‌ها یا مجموعه‌های تلویزیونی که وی در آن‌ها نقش داشته‌است، می‌توان به هفت آرزو اشاره نمود.